# Schistophleps bipuncta
Schistophleps bipuncta là một loài bướm đêm thuộc phân họ Arctiinae, họ Erebidae.